# Pedres rai
Les pedres rai, o simplement rai, són discos circulars de pedra calcària usats com a moneda a l'illa de Yap, a la Micronèsia. El seu nom, rai, significa 'balena', a causa del costum d'esculpir les primeres pedres en la forma d'aquest animal.

## Història
Els habitants de Yap van extreure roques calcàries de les illes de Palau, i se les emportaren a Yap en canoes i basses. La llegenda local diu que els habitants de Yap descobriren les roques a Palau entre el 1500 i 1600, quan una expedició dirigida per Anagumang arribà a l'illa. La calcària no existia a Yap, per això era molt preuada pels seus habitants.
Primer, Anagumang ordenà tallar les pedres en forma de balena, encara que acabaren triant una forma circular, probablement per la major facilitat de transport. Es col·locava un pal travessat al forat central de les pedres, i així se'n podien transportar amb relativa facilitat. Així i tot, les pedres de major grandària probablement requerien l'esforç de centenars de persones per traslladar-les. Els habitants de Palau exigiren a canvi als de Yap el pagament de grans, cocos i copra pel privilegi d'explotar les seues pedreres.
Al 1871 David Dean O'Keefe naufragà prop de Yap, i va rebre ajuda dels nadius. Ja restablert, ajudà els illencs a adquirir més pedres rai, donant-los útils de ferro, per la qual cosa rebé en pagament copra i cogombre de mar, mercaderies molt valuoses en el mercat d'exportació de l'Extrem Orient. A causa d'aquestes eines, s'incrementà molt el nombre de pedres existents, i això hi provocà una mena d'inflació, que feu depreciar les pedres obtingudes d'aquesta manera en comparació amb les més antigues.
El comerç de pedres rai s'aturà al començament del segle xx, a causa de les disputes comercials entre els interessos d'espanyols i alemanys. Les pedreres foren abandonades. Quan l'Exèrcit Imperial Japonés arribà a Yap durant la Segona Guerra Mundial, usà gran quantitat de pedres per a la construcció d'edificacions i vies de comunicació o per fer d'àncores.
Tot i que la moneda d'estil occidental ha reemplaçat les pedres rai com a moneda d'ús, encara mantenen el seu valor, i es comercialitzen de manera tradicional entre la població. Son un símbol nacional, i apareixen a les matrícules dels seus autos.

## Forma i valor
Les pedres rai són discos de calcària amb un gran forat al centre. La grandària en varia enormement. Les més grans són de més de tres metres de diàmetre, mig metre de profunditat, amb un pes de quatre tones.
El valor extrínsec d'una pedra no sols es basa en la grandària i el valor de la seua artesania, sinó també en la mateixa història de la pedra: si va morir molta gent quan la transportaren, o si la transportà algun famós navegant, el seu valor augmenta. També canvia en funció de la posició social del posseïdor: val més la d'un «noble» que la d'un plebeu. Les pedres s'usen en tractes socials com matrimonis, herències o pactes polítics, com a símbol d'aliança, o simplement com a pagament per menjar. Moltes se'n troben enfront de temples o en camins importants. Tot i que la propietat d'una pedra pot canviar, no se sol moure la pedra de lloc, a diferència de les monedes usades en la major part del món, ja que els habitants de la zona coneixen el nom i la història de tots els propietaris de les grans pedres, fins i tot les que durant el seu trasllat acabaren al fons de la mar. Per la dificultat per moure-les, l'ús de les pedres rai en transaccions no requereix la seua presència física: n'hi ha prou a declarar que la pedra ja no et pertany perquè siga transferida. La propietat de cada pedra es registra en la tradició oral dels Yap. Perquè passe a formar part de la tradició oral, cal que la propietat de cada pedra quede clara a tothom, per això les transaccions de pedres solen ser molt publicitades.